# زرع مباشر

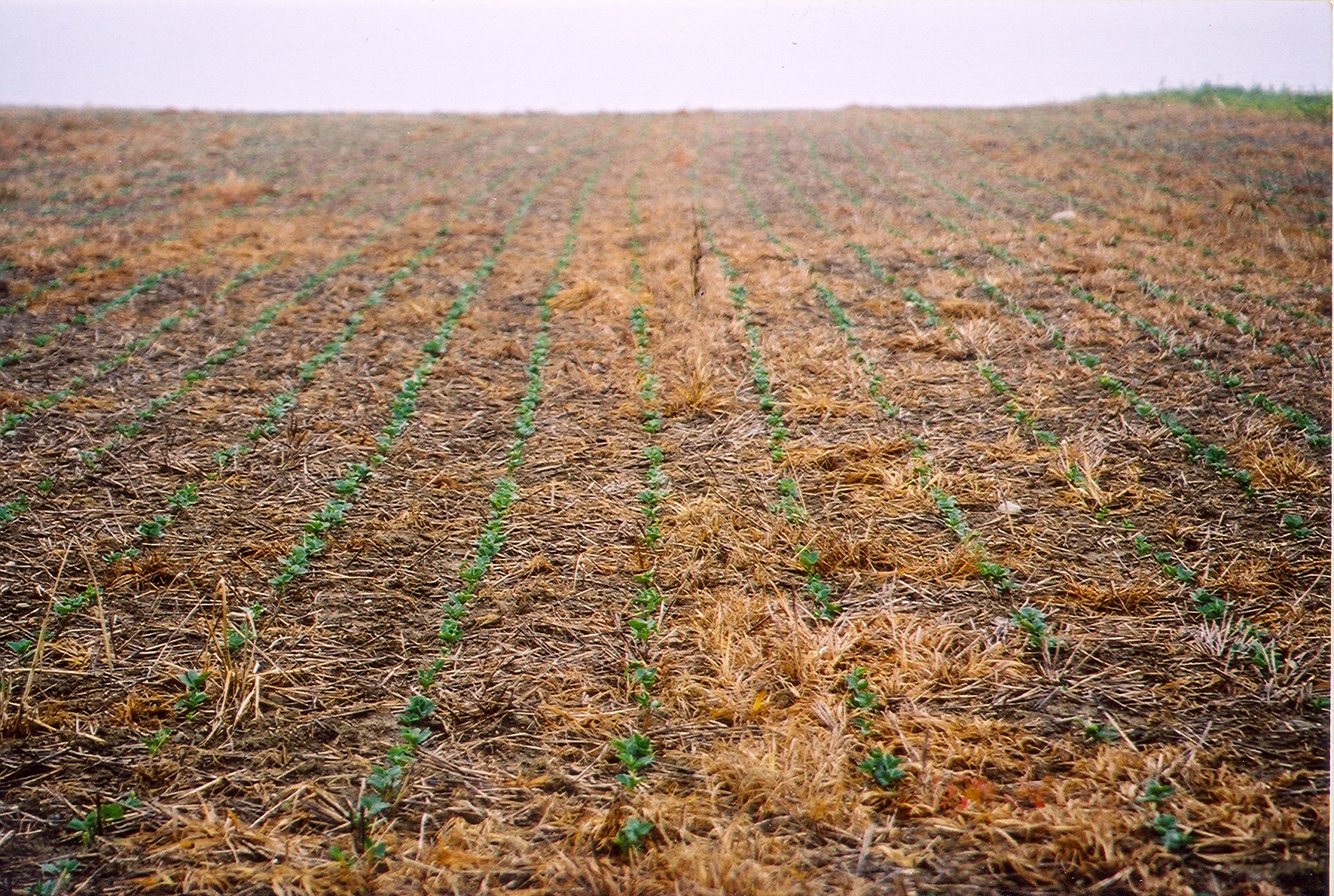
الفاصوليا الحقلية، الزراعة بدون حرث، كانتون برن، سويسرا

الزرع المباشر أو الزراعة بلا حرث (تسمى أيضًا صفرية الحراثة، والحفر المباشر) هي طريقة لإنماء المحاصيل أو المراعي سنةً بسنة، من غير تقليب التربة بالحراثة. من فوائد تقنية الزراعة بلا حرث أنها تزيد كمية الماء الذي يرشح في التربة، وتزيد احتفاظ التربة بالعناصر الغذائية، وتدويرها للعناصر الغذائية. في كثير من المناطق الزراعية، يمكن لهذه الطريقة أن تقلل تآكل التربة أو تنهيه. فهي تزيد كمية الحياة في التربة وعلى التربة، وهذا يتضمن الكائنات الحية التي تتسبب بالوباء، والكائنات الحية الوبائية نفسها. أكبر منافع الزراعة بلا حرث تحسين الخصوبة الحيوية، التي تجعل الترَب أكثر مرونة. وتصبح العمليات الزراعية أكثر فاعلية، إذ يتحسن زمن البَذْر وإمكانية نقل العمليات الزراعية.
ما تزال الحراثة موجودة اليوم، ولكن نجاح أساليب الزراعة بلا حرث في كثير من السياقات جعل المزارعين على وعيٍ بوجود خيارات عديدة. وفي بعض الأحيان تجمعُ الأساليب قليلة الحرث جوانبَ من أساليب الزراعة بلا حرث، وأساليب الحرث. فعلى سبيل المثال، تستعمل بعض الأساليب الحفر الضحل لسطح التربة، بدلًا من الحراثة.

## خلفية
الحراثة هي التحضير الزراعي للتربة بالإثارة الميكانيكية لها، عادةً يقتل هذا النباتات التي كانت من قبل في التربة. قد يجعل الحرث الأرض حوضًا مسطحًا للبذور، أو أن يكون فيه أماكن مرسومة، كالصفوف أو الأحواض العالية، لتعزيز نمو النباتات المرغوبة. وهي ممارسة قديمة تدعم أدلة واضحة أنها مستعملة منذ عام 3000 قبل الميلاد على الأقل.
قد تشمل تأثيرات الحرث ضغط التربة، وخسارة في المادة العضوية، وانحلالًا في تجمعات التربة، وموت ميكروبات التربة والجسيمات الحية الأخرى كالجذريات الفطرية والمفصليات وديدان الأرض أو تعطيلها، وتآكل التربة إذ تُمسح التربة السطحية أو تُذرى.

## أصولها في المزارع الحديثة
بدأت فكرة الزراعة بلا حرث في أربعينيات القرن العشرين مع إدوارد إتش. فولكنر، مؤلف كتاب «حماقة حراث». لكن الباحثين والمزارعين لم يجربوا الفكرة إلا بعد تطور عدة مواد كيميائية بعد الحرب العالمية الثانية. كان من طليعة مستعملي الزراعة بلا حرث: كلينغمان (نورث كارولينا)، إدوارد فولكنر (لوس أنجلوس)، بورتر (نيوزلندا)، هاري يونغ ولورنس يونغ (هرندون، كنتكي)، معهد بيسكياس الزراعي (1971، في البرازيل) مع هربرت بارتز.

## استعمالها في الولايات المتحدة
الزراعة بلا حرث مستعملة على نطاق واسع في الولايات المتحدة، وعدد الفدانات التي تستعمل فيها في تزايد مستمر. يدعم هذا التزايد تناقص في أسعار الحرث، فالإدارة غير الحرثية تنتج مرورات أقل بالمعدات على القدر نفسه تقريبًا من المحاصيل، وبقايا المحاصيل تمنع ماء المطر من التبخر وتزيد تسربه إلى التربة.

## مشاكل

### الربح، الاقتصاد، المحصول
وجدت دراسات أن الزراعة بلا حرث ربما كانت أكثر ربحًا إذا طُبقت على وجه صحيح.
فهي تقلل العمل، والوقود، وتكاليف الآلات. يمكن أن تزيد الزراعة بلا حرث المحاصيل، بسبب أن تسرب الماء إلى التربة فيها أكثر، وقدرتها على تخزين الماء أكبر، وتآكل التربة فيها أقل. ومن فوائدها أنها بسبب المحتوى المائي الأوفر، تكون زراعة محصول جديد فيها بدلًا من إراحتها وتركها معقولةً أكثر اقتصاديًا.
ومع انتشار الزراعة المستدامة، تصبح المنح والجوائز المالية أوفر للمزارعين الذين يعملون بالحراثة الحافظة (الحراثة لصيانة الأراضي). فبعض شركات الطاقة التي تُعد من أعظم منتجي التلوث الوقودي الأحفوري، قد تشتري ضمانات كربونية، وتشجع المزارعين على العمل بطريقة الحراثة الحافظة، وهكذا تتحول الأرض الزراعية إلى بالوعة كربون لانبعاثات مولدات الطاقة. يساعد هذا المزارع بعدة طرق، ويساعد شركات الطاقة أن تخضع لقوانين الحد من التلوث، لاسيما انبعاثات الكربون.
الزراعة بلا حرث قد تزيد المادة العضوية (الكربونية) في التربة، وهو شكل من أشكال حبس الكربون. على أنه لم يزل موضع خلاف بين العلماء حدوث هذا الحبس للكربون، هل هو حقيقي أم هو نتيجة لطرائق فحص معيبة أو عوامل أخرى. وبغض النظر عن هذا الخلاف، فإن القضية لم تزل في صالح الزراعة بلا حرث، لأنها تقلل استعمال الوقود الأحفوري، ويكون فيها تآكل التربة أقل، وجودة التربة أعلى.

## البيئة

### الغازات الدفيئة
يحتمل أن الزراعة بلا حرث تحبس الكربون من خلال تخزين المادة العضوية للتربة في تربة الأراضي الزراعية، أما الحرث فيقلب طبقات التربة، ويخلطها في الهواء، ويزيد النشاط الميكروبي. تتفكك المادة العضوية أسرع، وتطلق كربونها في الجو. إضافة إلى أن الجرارات الزراعية (التراكتورات) يصدر منها انبعاثات ثنائي أكسيد الكربون.
ترب الأراضي الزراعية مثالية لاستخدامها مصارف للكربون، لأنها مستنزفة من الكربون في كثير من المناطق. أطلقت الحراثة والزراعة الحافظة ما يُقَدر بـ78 مليار طن متري من الكربون، وذلك بإزالة بقايا المحاصيل كسيقان الذرة الباقية، وبإضافة المخصبات الكيميائية. من دون الحراثة، تتحلل البقايا هذه في مكانها، ويمكن لنمو محاصيل التغطية الشتوية أن يبطئ أو يعكس خسارة الكربون.
مع هذا، فإن الدليل يشير إلى أن نظم الزراعة بلا حرث قد تخسر الكربون مع مرور الوقت. استنتجت دراسة قادها كِن أولسن في جامعة إلينوي عام 2014 أن اختلاف النتائج هذا راجع من جهة إلى أن عينات التربة المفحوصة يجب أن تتضمن العمق الكامل للتجذر، أي نحو متر واحد إلى مترين. قال كِن: «إن التربة التحتية المزروعة بلا حرث تخسر عادة كربونًا عضويًا أكثر عبر الوقت من الذي تكسبه الطبقة السطحية». ثم إن حبس الكربون العضوي في التربة ليس له تعريف متفق عليه بين الباحثين. استنتجت الدراسة أننا «نحتاج إلى استثمارات أكبر في البحث في كربون التربة العضوي لنفهم على نحو أفضل ممارسات الإدارة الزراعية الأقرب إلى حبس كربون التربة العضوي أو على الأقل إلى الاحتفاظ بمقادير أكبر من كربون التربة العضوي».
وبالإضافة إلى الحد من انبعاثات الكربون، فإن الزراعة بلا حرث تحد انبعاثات أكسيد النتروجين بنسبة 40% إلى 70%، حسب التناوب. أكسيد النتروجين غاز دفيء قوي، أقوى بـ 300 مرة من ثنائي أكسيد الكربون، ويبقى في الجو 120 سنة. المزارع المعتمدة على التسميد بكميات كبيرة من النتروجين تزيد إطلاق أكسيد النتروجين.

### ماء التربة
تحسن الزراعة بلا حرثٍ جودة التربة (أي فعاليتها) والكربون والمادة العضوية والمجموعات، والحماية من التآكل وتبخر الماء وانهيار البنية. تقليل الحراثة يقلل تراص التربة. قد يساعد هذا على تقليل معدلات تآكل التربة بالنسبة إلى إنتاجيتها.
وجد باحثون في دائرة البحوث الزراعية التابعة لوزارة الزراعة في الولايات المتحدة الأمريكية أن الزراعة بلا حرثٍ تجعل التربة أكثر استقرارًا من التربة المحروثة. وقد توصلوا إلى هذه الاستنتاجات من 19 عامًا من دراسات الحرث الكبيرة المشتركة. تخزن الزراعة بلا حرث كربونًا أكثر في التربة، والكربون في شكل المادة العضوية عنصر أساسي في تماسك التربة. أول بوصة من التربة غير المحروثة أقل ضعفًا بمرتين إلى سبع مرات منه في التربة المحروثة. أكثرُ من بستفيد من ممارسة الزراعة بلا حرث هم مزارعو السهول الكبرى، لأنها تجنبهم تآكل التربة.
تساعد بقايا المحاصيل السليمة ماء الأمطار الطبيعية وماء الري أن يتسربا إلى عمق التربة. تحد البقايا كذلك من التبخر، فتحفظ الماء لنمو النباتات. يقلل التبخر الناتج عن الحراثة مقدار الماء من ثُلث بوصة إلى ثلاثة أرباع بوصة (0.85 إلى 1.9 سم) في كل رية. بتقليل تآكل التربة، والطبقة الصلبة من التربة المضغوطة التي تكون في أنظمة عدم الحرث، تمتص التربةُ ماءً أكثر، وتنمو الجذور أعمق، فتصل إلى ماء أكثر.

### الكائنات الحية والحيوانات البرية
تجعل الزراعة بلا حرث التربة سليمة، وتترك بقايا المحاصيل على الأرض. تبقى طبقات التربة وأحياؤها الدقيقة في حالتها الطبيعية. يكون في الحقول غير المحروثة عادة حشرات وديدان أنفع، ومادة عضوية وميكروبية أكثر، وتنوع في الحيوانات البرية. هذا نتيجة للغطاء النباتي المتحسن، والحركة المحدودة، والاحتمال المحدود لقتل الطيور التي تعشش في الأرض، والحيوانات (أما الحراثة فتقتلها جميعا).
عدم الحراثة كذلك يعني قلة الغبار في الجو.

### البياض (ألبيدو)
يقلل الحرث بياض الأراضي الزراعية. واحتمال التبريد العالمي الناتج عن زيادة البياض في الأراضي الزراعية التي تدار بلا حراثة، كاحتمال الاحتفاظ بالكربون الناتج عنها، من حيث الحجم.

## الآثار التاريخية
تضر الحراثة المنتظمة البنى القديمة تحت التربة، كالمقابر الحجرية القديمة. في المملكة المتحدة، تضررت المقابر الحجرية في غلوسيسترشاير، ومعظم المقابر في إسيكس. وذكرت هيئة التراث الإنكليزي أن تقنيات الحراثة الجديدة ألحقت في آخر ستة عقود ضرًرا يكافئ ما ألحقته تقنيات الحراثة القديمة في آخر ستة قرون. باستخدام الزراعة بلا حرث يمكن أن يُحافَظ على هذه البنى، والتنقيب عنها كما ينبغي.

## التكلفة

### المعدات
تتطلب الزراعة بلا حرث معدات بَذْر مثل آلات البذر، من أجل زراعة البذور بين بقايا المحاصيل اللابثة في مكانها وبين التربة. يُقابل هذا السعر ببيع آلات الحراثة والجرارات، ولكن المزارعين كثيرا ما يُبقون معداتهم القديمة حين يجربون الزراعة بلا حرث. يعني هذا مالًا أكثر مدفوعا على المعدات، على المدى القصير (حتى تُباع المعدات القديمة).

### الصرْف
إذا كان تصريف المياه في التربة سيئًا، فربما تحتاج إلى أنابيب صرف، أو أجهزة أخرى لإزالة المياه الفائضة عن عدم الحراثة. يتحسن تسرب المياه إلى التربة بعد 5 إلى 8 سنوات من الزراعة بلا حرث، لذلك يمكن للمزارعين أن ينتظروا قبل شراء نظام مكلف كهذا.
يمكن أن تسبب أخاديد التصريف مشاكل على المدى الطويل. لما كانت الزراعة بلا حرث تزيل تربة أقل بكثير، فإن أي أخدود صرفي يتعمق كل سنة لأنه لم يُسَو بالحرث. قد يوجب هذا وجود مجاري صرف سطحية، أو ممرات مائية، أو مجاري دائمة، أو محاصيل للتغطية، إلخ... يمكن أن يُتَجنب تشكيل الأخاديد بالمطلق، باستعمال إدارة المياه على الوجه الصحيح، كحفر المنخفضات على جوانب المزرعة.

### الاستخدام الزائد للكيميائيات
من أهداف الحراثة إزالة الأعشاب. لا تغير الزراعة بلا حرث تكوين الأعشاب جذريا. الأعشاب سريعة النمو لن تكون مشكلة في وجه التنافس المتزايد، ولكن قد تنمو مع مرور الوقت أشجار وشجيرات.
يهاجم بعض المزارعين المشكلة بمبيدات أعشاب حارقة مثل الغليفوسات بدلا من الحرث لتحضير حوض للبذور، لذا ترتبط الزراعة بلا حرث كثيرا بالاستخدام الزائد للكيميائيات بالمقارنة مع الطرائق الحراثية التقليدية لإنتاج المحاصيل. مع هذا، فإن لهذا الاستخدام الزائد للكيميائيات بدائل زراعية إيكولوجية، مثل محاصيل التغطية الشتوية، والغطاء الواقي الذي توفره، أو تشميس التربة، أو حرقها.